# Démographie de Lille
Lille est la principale ville d'une vaste conurbation transfrontalière qui constitue l'une des zones urbaines les plus peuplées de France et de Belgique avec environ 1 900 000 habitants. Mais Lille, en tant que commune isolée, n'est que la dixième ville de France et une ville européenne de taille très moyenne.

## Évolution démographique
La première expansion démographique remonte aux XIIe et XIIIe siècles, lorsque Lille se constitue en cité marchande : au tout début du XIVe siècle, sa population est déjà estimée à 25 000 à 30 000 habitants, si ce n'est 40 000. Les guerres et les épidémies feront ensuite parfois des ravages - à la fin du XIVe siècle, la population se serait trouvée réduite des deux-tiers, voire des trois quarts, par la famine et la peste noire - mais le nombre des habitants se maintient globalement autour de 40 000 à 50 000 à partir du XVIIe siècle (53 050 habitants en 1686), autour de 60 000 au cours du XVIIIe siècle. Après un fléchissement dans les années précédant et suivant 1800 dû aux troubles de la Révolution et aux guerres de l'Empire, une seconde expansion vient avec la révolution industrielle, d'abord à partir des années 1820 à l'intérieur des remparts de Vauban, atteignant une densité extrême culminant au milieu de ce siècle puis à partir de 1830 dans les communes limitrophes de Wazemmes, Moulins, Esquermes et Fives. Au recensement de 1856, la population de Lille atteignait 78 641 habitants, celles de Wazemmes 21 179 habitants, de Moulins-Lille 7 418 habitants, d'Esquermes 3 371 habitants,de Fives 5 076 habitants soit total 37 044 habitants pour ces 4 communes. L'annexion de ces communes en 1858 explique la brusque augmentation de la population de Lille entre les recensements de 1856 et de 1861.
Cette croissance se poursuit sur le territoire des communes absorbées.
Au cours de la Première Guerre mondiale, la population est amputée de 40 % et ramenée à 130 000 habitants. Beaucoup de ceux qui sont partis ou ont été déportés (on estime à 9 500 le nombre des déportés de la seule rafle d'avril 1916) ne rentreront pas, et en particulier les 4 442 Lillois officiellement morts au combat.
La Seconde Guerre mondiale ramène de nouveau, la population à 168 000 habitants en 1941 du fait des morts, des prisonniers et déportés et des 20 000 évacués de 1940. Là encore, beaucoup ne reviendront pas dans une ville dévastée et à une sévère crise du logement. La périurbanisation, commun à un grand nombre de villes à partir des années 1960 entraine un nouveau fléchissement, avec en l’espèce la création de la ville nouvelle de Villeneuve-d'Ascq. Mais à Lille, ce mouvement a certainement été accentué par la paupérisation d'une partie de la population du fait de la crise économique liée au déclin des industries lilloises. Ainsi, entre 1968 et 1990, Lille perd plus de 18 000 habitants en dépit de l’intégration d’Hellemmes (soit une baisse réelle de la population de la ville de l’ordre de 20 %).
Ainsi, Lille ne retrouvera qu’au début des années 2000, après l’intégration d’Hellemmes et de Lomme, sa population d’avant la guerre de 1914. Et ce n’est que dans le courant des années 1990 que Lille retrouve une croissance significative, due notamment à l’afflux d’une population étudiante.
L'évolution du nombre d'habitants depuis 1793 est connue à travers les recensements de la population effectués à Lille depuis cette date :
| 1793   | 1800   | 1806   | 1821   | 1831   | 1836   | 1841   | 1846   | 1851   |
| ------ | ------ | ------ | ------ | ------ | ------ | ------ | ------ | ------ |
| 66 761 | 54 756 | 61 467 | 64 291 | 69 073 | 72 005 | 72 537 | 75 430 | 75 795 |

| 1856   | 1861    | 1866    | 1872    | 1876    | 1881    | 1886    | 1891    | 1896    |
| ------ | ------- | ------- | ------- | ------- | ------- | ------- | ------- | ------- |
| 78 641 | 131 727 | 154 749 | 158 117 | 162 775 | 178 144 | 188 272 | 201 211 | 216 276 |

| 1901    | 1906    | 1911    | 1921    | 1926    | 1931    | 1936    | 1946    | 1954    |
| ------- | ------- | ------- | ------- | ------- | ------- | ------- | ------- | ------- |
| 210 696 | 205 602 | 217 807 | 200 952 | 201 921 | 201 568 | 200 575 | 188 871 | 194 616 |

| 1962    | 1968    | 1975    | 1982    | 1990    | 1999    | 2006    | 2008    | 2010    |
| ------- | ------- | ------- | ------- | ------- | ------- | ------- | ------- | ------- |
| 193 096 | 190 546 | 172 280 | 168 424 | 172 142 | 212 566 | 226 014 | 225 784 | 227 560 |

- Depuis 1977, la population de la ville de Hellemmes entre dans le total de la population.
- Depuis 2000, la population de la ville de Lomme est comptabilisée dans le total de la population.

### Évolution démographique à frontières constantes
| Année                                                 | Commune de Lille dans ses frontières d'avant 1858 (4,11 km2) (1) | Communes d'Esquermes, Fives, Moulins-Lille et Wazemmes annexées en 1858 (2) | Commune de Lille dans ses frontières de 1858 à 1977 (22,18 km2) (1+2) | Hellemmes-Lille (3,34 km2) (3) | Lomme (9,31 km2) (4) | Commune de Lille dans ses frontières depuis 2000 (34,83 km2) (1+2+3+4) |
| ----------------------------------------------------- | ---------------------------------------------------------------- | --------------------------------------------------------------------------- | --------------------------------------------------------------------- | ------------------------------ | -------------------- | ---------------------------------------------------------------------- |
| 1801                                                  | 54 756                                                           | 7 272                                                                       | 62 028                                                                | 497                            | 1 757                | 64 282                                                                 |
| 1806                                                  | 61 467                                                           | 7 333                                                                       | 68 800                                                                | 530                            | 1 737                | 71 067                                                                 |
| 1821                                                  | 64 291                                                           | 8 488                                                                       | 72 779                                                                | 524                            | 1 767                | 75 070                                                                 |
| 1831                                                  | 69 073                                                           | 11 783                                                                      | 80 856                                                                | 665                            | 2 067                | 83 588                                                                 |
| 1836                                                  | 72 005                                                           | 13 260                                                                      | 85 265                                                                | 666                            | 2 181                | 88 112                                                                 |
| 1841                                                  | 72 537                                                           | 15 304                                                                      | 87 841                                                                | 732                            | 2 309                | 90 882                                                                 |
| 1846                                                  | 75 430                                                           | 20 351                                                                      | 95 781                                                                | 838                            | 2 480                | 99 099                                                                 |
| 1851                                                  | 75 795                                                           | 24 706                                                                      | 100 501                                                               | 1 095                          | 2 421                | 104 017                                                                |
| 1856                                                  | 78 641                                                           | 34 479                                                                      | 113 120                                                               | 1 153                          | 2 465                | 116 738                                                                |
| 1861                                                  | -                                                                | -                                                                           | 131 727                                                               | 1 265                          | 2 952                | 135 944                                                                |
| 1866                                                  | -                                                                | -                                                                           | 154 749                                                               | 2 163                          | 3 596                | 160 508                                                                |
| 1872                                                  | -                                                                | -                                                                           | 158 117                                                               | 2 368                          | 3 870                | 164 355                                                                |
| 1876                                                  | -                                                                | -                                                                           | 162 775                                                               | 2 812                          | 4 099                | 169 686                                                                |
| 1881                                                  | -                                                                | -                                                                           | 178 144                                                               | 3 880                          | 4 364                | 186 388                                                                |
| 1886                                                  | -                                                                | -                                                                           | 188 272                                                               | 4 855                          | 4 836                | 197 963                                                                |
| 1891                                                  | -                                                                | -                                                                           | 201 211                                                               | 5 428                          | 5 245                | 211 884                                                                |
| 1896                                                  | -                                                                | -                                                                           | 216 276                                                               | 6 967                          | 5 677                | 228 920                                                                |
| 1901                                                  | -                                                                | -                                                                           | 210 696                                                               | 9 329                          | 7 065                | 227 090                                                                |
| 1906                                                  | -                                                                | -                                                                           | 205 602                                                               | 10 971                         | 9 152                | 225 725                                                                |
| 1911                                                  | -                                                                | -                                                                           | 217 807                                                               | 12 231                         | 10 761               | 240 799                                                                |
| 1921                                                  | -                                                                | -                                                                           | 200 952                                                               | 13 330                         | 11 321               | 225 603                                                                |
| 1926                                                  | -                                                                | -                                                                           | 201 921                                                               | 15 925                         | 18 288               | 236 134                                                                |
| 1931                                                  | -                                                                | -                                                                           | 201 568                                                               | 18 096                         | 20 684               | 240 348                                                                |
| 1936                                                  | -                                                                | -                                                                           | 200 575                                                               | 18 512                         | 21 583               | 240 670                                                                |
| 1946                                                  | -                                                                | -                                                                           | 188 871                                                               | 14 140                         | 18 469               | 221 480                                                                |
| 1954                                                  | -                                                                | -                                                                           | 194 616                                                               | 18 135                         | 23 488               | 236 239                                                                |
| 1962                                                  | -                                                                | -                                                                           | 193 096                                                               | 19 174                         | 27 650               | 239 920                                                                |
| 1968                                                  | -                                                                | -                                                                           | 190 546                                                               | 18 670                         | 29 315               | 238 531                                                                |
| 1975                                                  | -                                                                | -                                                                           | 172 280                                                               | 17 646                         | 29 262               | 219 188                                                                |
| 1982                                                  | -                                                                | -                                                                           | -                                                                     | -                              | 28 281               | 196 705                                                                |
| 1990                                                  | -                                                                | -                                                                           | -                                                                     | -                              | 26 549               | 198 691                                                                |
| 1999                                                  | -                                                                | -                                                                           | 166 283                                                               | 18 374                         | 27 940               | 212 597                                                                |
| 2007                                                  | -                                                                | -                                                                           | 180 023                                                               | 17 850                         | 27 916               | 225 789                                                                |
| 2009                                                  | -                                                                | -                                                                           |                                                                       |                                |                      | 226 827                                                                |
| Sources : Recensements de population de 1801 à 2007,. |                                                                  |                                                                             |                                                                       |                                |                      |                                                                        |

### Population étrangère
Comme toutes les grandes villes européennes, Lille a connu plusieurs vagues d'immigration, qui sont venues compenser en partie le déficit démographique après les deux conflits mondiaux.
Mais la première a commencé dès le milieu du XIXe siècle lorsque, après la crise de 1845 en Flandres belges, des milliers de familles ont franchi la frontière pour chercher du travail dans les usines textiles du Nord de la France. Sans être aussi importante qu’à Roubaix ou Tourcoing, la population étrangère, essentiellement belge, représente ainsi jusqu’à 25 % de la population lilloise au cours de la seconde moitié du XIXe siècle. Entre les deux guerres, des Italiens et déjà plusieurs milliers de travailleurs maghrébins ont contribué au repeuplement. Des Polonais sont également venus s'installer à Lille, mais moins massivement que dans le Bassin Minier du Nord.
Après la Deuxième Guerre mondiale, la ville connaît de nouveau une forte immigration, en provenance du sud de l'Europe (principalement d'Italie et du Portugal) et surtout du Maghreb (essentiellement d'Algérie et du Maroc), fortement concentrée dans les quartiers sud et est de la ville, à Wazemmes, Lille-Moulins et Fives. L'immigration en provenance de Turquie, de Chine ou d'Afrique noire est plus récente et de moindre ampleur. Enfin, Lille connaît actuellement une immigration de Roms qui vivent souvent dans des conditions particulièrement précaires. Au total, les principales vagues d'immigration sont relativement anciennes. En 2006, seuls 9 311 habitants, soit 4,1 % de la population totale, sont français par acquisition et 17 983, soit 8 % de la population totale, sont de nationalité étrangère. Parmi eux, les plus nombreux sont Marocains (5 161), majoritairement issus de la région du Rif, et Algériens (3 779). Viennent ensuite 3 464 Européens, 3 368 Africains (hors Maroc et Algérie) et 2 211 ressortissants d'autres pays du monde.

### Pyramide des âges
Lille est aussi une ville jeune : la part des moins de 20 ans atteint 24 % de la population, soit un taux proche de ceux de Marseille (23 %) et Nantes (22 %), sensiblement supérieur à ceux de Lyon (21 %) ou Toulouse (19 %). D’abord en raison d'un solde naturel (naissances - décès) relativement élevé : depuis le début des années 2000, la ville enregistre plus de 3 500 naissances domiciliées à Lille pour un peu moins de 1 600 décès. Ensuite parce que c’est une ville étudiante : 20,8 % de la population est étudiante, taux comparable à ceux de Rennes ou Montpellier, voire de Toulouse (17,8 %), mais très supérieur à ceux de Nantes (15,4 %), Lyon (13,8 %) ou Marseille (10,1 %). Enfin parce que c’est une ville d'actifs plutôt jeunes et où l’on ne reste pas l’âge de la retraite venu : les plus de 60 ans ne représentent que 13 % de la population de la ville, contre 18 % à Nantes, 19 % à Lyon et Toulouse, 23 % à Marseille.
L'examen de la pyramide des âges de la population lilloise en 2006 et la comparaison avec 1982 font apparaître que les classes d'âge les plus nombreuses, qui sont aussi celles qui ont le plus fortement progressé, sont 20 à 24 ans (37 574 individus) et 25 à 29 ans (26 647 individus).
| Hommes | Classe d’âge | Femmes |
| ------ | ------------ | ------ |
| 3 594  | 75 et +      | 8 293  |
| 7 518  | 60 à 74      | 9 656  |
| 21 194 | 40 à 59      | 23 466 |
| 46 914 | 20 à 39      | 49 450 |
| 27 531 | 0 à 19       | 28 397 |

| Hommes | Classe d’âge | Femmes |
| ------ | ------------ | ------ |
| 3 338  | 75 et +      | 8 116  |
| 7 562  | 60 à 74      | 11 571 |
| 15 127 | 40 à 59      | 16 285 |
| 30 153 | 20 à 39      | 30 516 |
| 23 353 | 0 à 19       | 22 503 |

Voici la comparaison entre la pyramide des âges de Lille et celle du département du Nord en 2007 :
| Hommes | Classe d’âge | Femmes |
| ------ | ------------ | ------ |
| 0,2    | 90 ans ou +  | 0,7    |
| 3,3    | 75 à 89 ans  | 6,4    |
| 7,1    | 60 à 74 ans  | 8,2    |
| 14,6   | 45 à 59 ans  | 14,5   |
| 21,1   | 30 à 44 ans  | 18,1   |
| 36,8   | 15 à 29 ans  | 37,6   |
| 16,9   | 0 à 14 ans   | 14,5   |

| Hommes | Classe d’âge | Femmes |
| ------ | ------------ | ------ |
| 0,2    | 90 ans ou +  | 0,7    |
| 4,6    | 75 à 89 ans  | 8,2    |
| 10,4   | 60 à 74 ans  | 11,9   |
| 19,8   | 45 à 59 ans  | 19,5   |
| 21,0   | 30 à 44 ans  | 19,9   |
| 22,5   | 15 à 29 ans  | 20,9   |
| 21,5   | 0 à 14 ans   | 18,9   |

### Répartition des ménages
En 2006, le nombre total de ménages lillois est de 114 178. Voici ci-dessous, les données en pourcentage de la répartition de ces ménages par rapport au nombre total de ménages.
Les ménages en 2006
| Ménages de :                | 1 personne | 2 pers. | 3 pers. | 4 pers. | 5 pers. | 6 pers. ou + |
| --------------------------- | ---------- | ------- | ------- | ------- | ------- | ------------ |
| Lille                       | 52,2 %     | 26,0 %  | 9,6 %   | 6,6 %   | 3,3 %   | 2,2 %        |
| Moyenne Nationale           | 32,8 %     | 32,6 %  | 15,0 %  | 12,7 %  | 4,9 %   | 1,9 %        |
| Sources des données : INSEE |            |         |         |         |         |              |